# 顶藓甲螨科
顶藓甲螨科（学名：Tectocepheidae）为疥蟎目的一个科。此目的模式属为顶藓甲螨属(Tectocepheus)。

## 下级分类
本科包括以下属：
- Tectocephalus Berlese, 1895
- 顶藓甲螨属 Tectocepheus Berlese, 1896
- 翼盖头甲螨属 Tegeozetes Berlese, 1913